# Forckestraße
Die Forckestraße ist eine der wichtigsten innerstädtischen Verkehrsstraßen in der Stadt Wernigerode im Landkreis Harz in Sachsen-Anhalt. Sie ist die Verbindungsstraße zwischen Salzbergstraße und Johann-Sebastian-Bach-Straße und entlastet den innerstädtischen Verkehr. Gleichzeitig ist die Forckestraße als Einbahnstraße ein Teilstück des Bundesstraße 244.

## Geschichte
Der Name Forckestraße geht auf den Apotheker Arnold Forcke zurück, der hier, unterhalb des Lindenberges, einen größeren Garten besaß, den er der Stadt Wernigerode mit der Auflage, hier eine Erziehungsanstalt für verwahrloste Kinder zu errichten, kostenlos zur Verfügung stellte. Die Stadt hielt sich nicht daran, sondern teilte den Garten in Grundstücke auf, die an finanziell Betuchte zum Bau von Villen verkauft wurden. Der Erlös floss in die Forcke-Stiftung.
Die Straße wurde Ende des 19. Jahrhunderts beim Ausbau der Stadt angelegt.
An der Nord- und Südseite der Forckestraße befinden sich einige denkmalgeschützte Gebäude. Dazu zählen laut Liste der Kulturdenkmale in Wernigerode:

| Lage                                                                             | Bezeichnung | Beschreibung                                   | Erfassungs- nummer | Ausweisungsart | Bild       |
| -------------------------------------------------------------------------------- | ----------- | ---------------------------------------------- | ------------------ | -------------- | ---------- |
| Forckestraße 1, 1a, 2, 3, 14, 15, 16, 17, 18, 19, 20, 21, 22, 23, 24, 25 (Karte) | Straßenzug  |                                                | 094 16143          | Denkmalbereich | Straßenzug |
| Forckestraße 2 (Karte)                                                           | Villa       | Ehemals Kinderkrankenhaus („Kiehlsche Klinik“) | 094 50655          | Baudenkmal     | Villa      |
| Forckestraße 20 (Karte)                                                          | Villa       |                                                | 107 25009          | Baudenkmal     | Villa      |